# 茯苓饼
茯苓饼(Fu Ling Bing)，也被稱為茯苓夾餅（拼音：Fúlíng jiābǐng；Fuling jiabing)、Tuckahoe Pie，是北京的一种传统小吃、點心，是北京城市文化組成的一部分。至少早宋朝之前就有存在。歷史上的茯苓饼，慈禧亦爱食用。茯苓饼有饼皮和馅料。饼皮以淀粉、面粉和茯苓烙制，并可印制文字、花纹。馅料则以蜂蜜、糖、桂花、果仁、茯苓等制作。具有安神、益脾、利水、渗湿等功效。